# Душа на сторожі
«Душа на сторожі» — перша збірка української поетеси Олени Теліги, видана посмертно у 1946 році. 

## Тематика збірки
Олену Телігу зараховують до Празької школи української поезії. Але її поезія вирізнялася з-поміж поетичних зразків інших пражан. Юрій Шерех називав її вірші "приватними листами світові", а саму авторку - "поеткою життєвого шалу, в ліриці якої помітно справжню жіночість і чуттєвий бунт проти хандри буднів". 
Для лірики Олени Теліги характерне гармонійне поєднання пристрасті й розуму, інтимних душевних порухів та гучних громадянських переживань. У багатьох віршах збірки «Душа на сторожі» лунають націоналістичні мотиви. Юрій Бойко пише, що націоналізм Олени Теліги не є сумою догм чи скрижалем істин, які можна вивчити: «Націоналізмом є всеохопний світогляд і нове світовідчування, це прозирання у мряковину майбутнього, це ступання твердою ногою серед хаосу, який треба організувати у форму нової самосвідомості». Кожен вірш просякнутий автобіографізмом, що дає право називати її поезію лірично-біографічною. Суб'єкт лірики дуже виразний: йому тісно у сірій буденності, він бажає вирватися за її межі; для нього краще смерть, ніж одноманітне животіння; маятник його життя із великою амплітудою коливається від ненависті до любові. Для створення цих протиставлень поетеса використовує засоби експресіонізму.
Тема кохання в поезіях розкита досить широко. Володимир Державін так означує особливості розкриття цієї теми в Олени Теліги:
"Любов не є «оргаїстичним сп'янінням пристрастю», де в людині уповні проявляється її тваринне єство. Кохання підносить індивіда до метафізичної межі земного життя, до того божественного первня, який вбачає в Еросі філософія Платона, до спозираня феноменального буття sub specie aeternitatis — під поглядом вічності.
Вірші збірки написані переважно п'яти- або шестистопним ямбом із перехресним римуванням. У поетичних текстах в різних трансформаціях трапляється багато символів, пов'язаних зі стихіями природи (вогонь, вітер, вода), які несуть емоційне навантаження. Авторка не вдається до витворювання нових образів-символів, та натомість майстерно послуговується давнім надбанням української поезії, щоб пронизливо говорити про болючі сучасні їй проблеми. Структура віршів Олени Теліги добре продумана. Найчастіше авторка використовує контраст, рідше - проводить кілька образів у тексті паралельно, а в останніх рядках зазвичай бачимо поєднання цих образів. У фіналі поезій найчастіше буває узагальнення алегоричного порядку:
Я руці, що била, — не пробачу —
Не для мене переможний бич!
Знай одно: не каюсь я, не плачу,
Нi зітхань не маю, нi злоби.

Тільки все у гордість замінила,
Що тобою дихало й цвіло,
А її тверда й холодна сила
Придушила тепле джерело.

Але навіть за твою шпіцруту
Стріл затрутих я тобі не шлю,
Бо не вмію замінять в отруту
Відгоріле соняшне — «люблю».

## Зміст збірки
- Поворот
- «Сьогодні кожен крок — хотів би бути вальсом…»
- Літо
- «Я руці, що била — не пробачу…»
- Вірність
- Без назви
- 1933—1939
- «Гострі очі розкриті в морок…»
- «Махнуть рукою! Розіллять вино…»
- Напередодні
- «Усе — лише не це! Не ці спокійні дні…»
- Безсмертне
- Неповторне свято
- Чоловікові
- Вечірня після
- Мужчинам
- «Моя душа й по темнім трунку…»
- Життя
- Лист
- Сучасникам
- Засудженим

## Інші збірки в еміграції
- «Прапори духа» (1947)
- «О. Теліга. Збірник» (1977)
- «Полум'яні вежі» (1977)

## Пісні на вірші
«Вечірня пісня» - виконує Василь Лютий